# Larentia adonata
Larentia adonata är en fjärilsart som beskrevs av Felder 1875. Larentia adonata ingår i släktet Larentia och familjen mätare. Inga underarter finns listade i Catalogue of Life.